# 冠盖藤
冠盖藤（学名：Pileostegia viburnoides），又名青棉花，为虎耳草科冠盖藤属下的一种常绿攀援植物，长达15米。分佈于中國南部及越南、印度、日本琉球群島和和歌山縣。其叶对生，椭圆状倒披针形，薄革质，開白色花，花期7-8月，結圆锥形蒴果，果期9-12月。

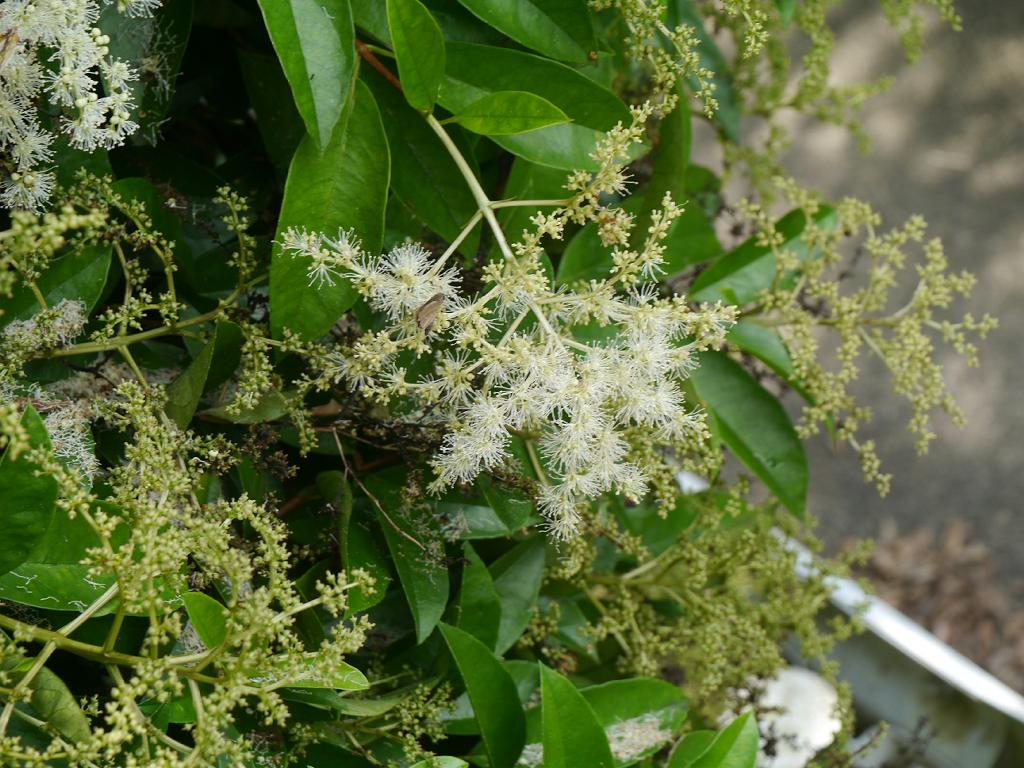
花
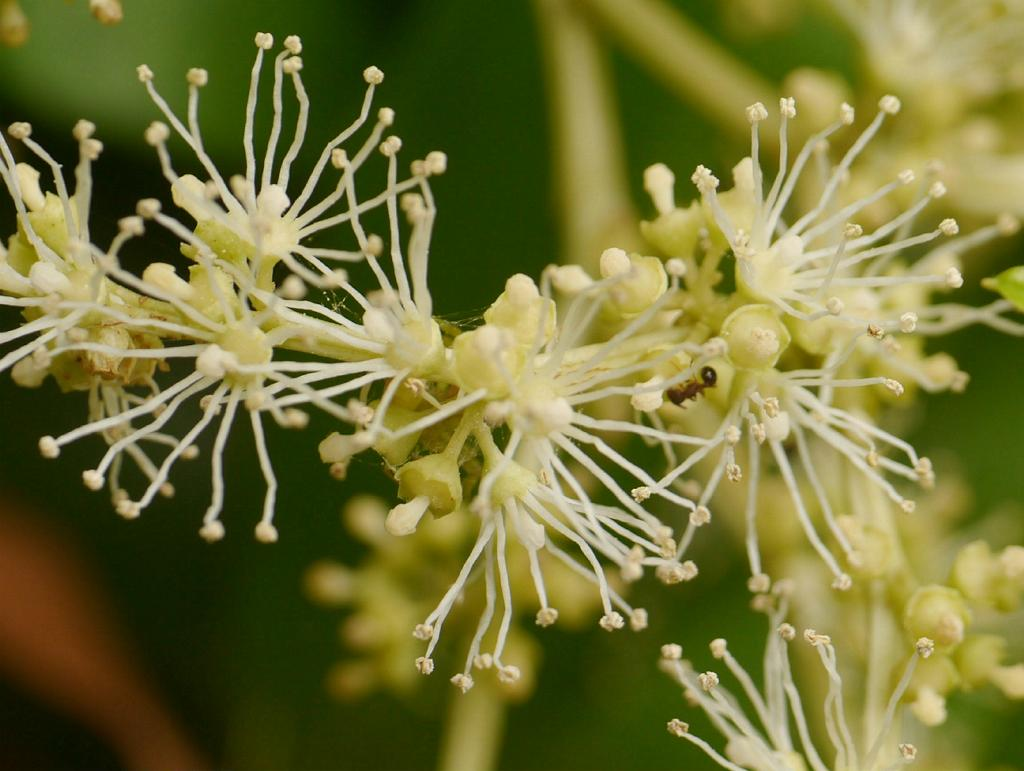
花
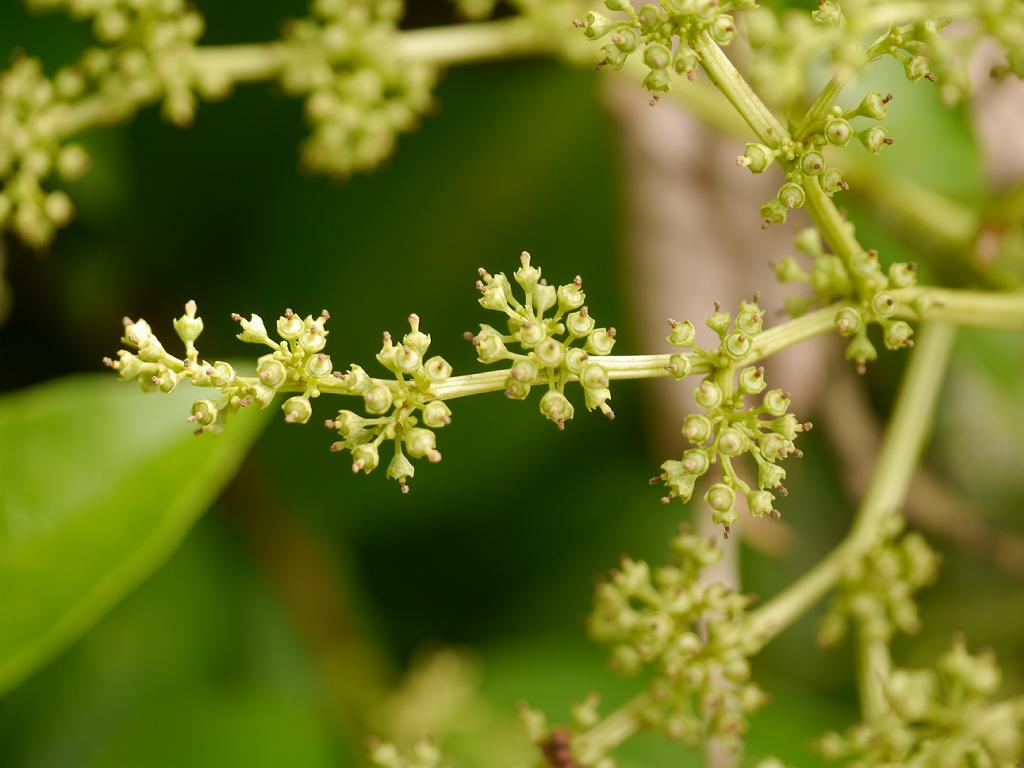
花朵凋謝後的枝幹
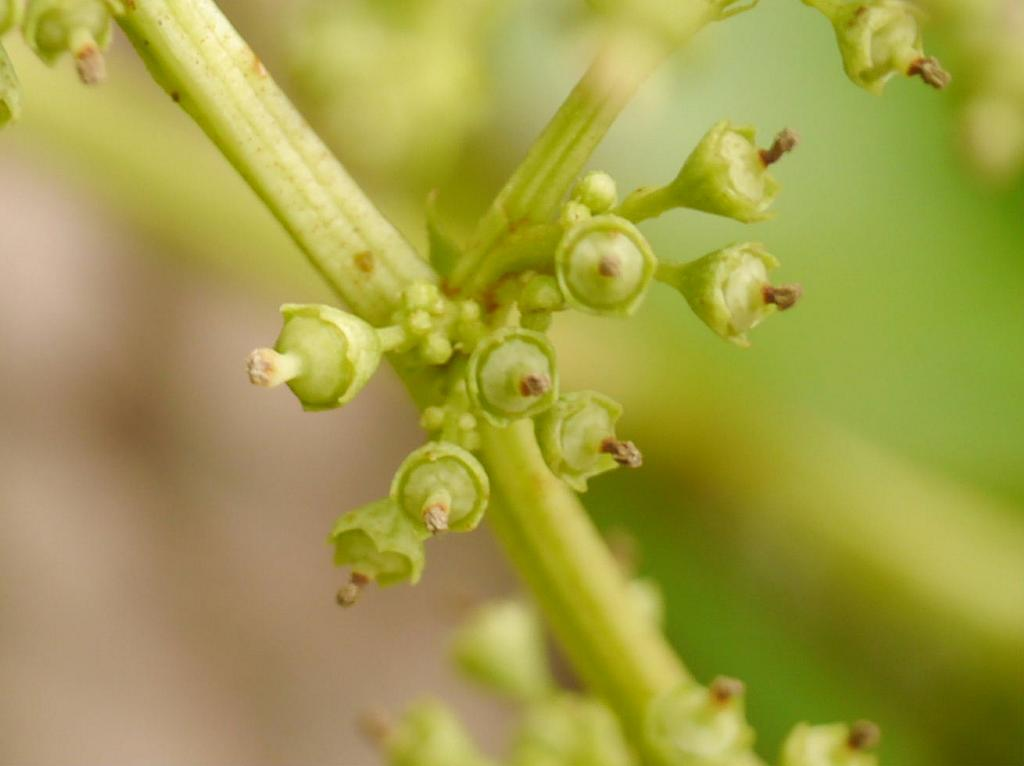
凋謝的花